# Mark Tonelli
Mark Tonelli (Ipswich, 13 aprile 1957) è un ex nuotatore australiano.
Specializzato nel dorso e nello stile libero, ha vinto la medaglia d'oro nella staffetta 4x100 m misti ai Giochi olimpici di Mosca 1980.

## Palmarès
- Olimpiadi
  - Mosca 1980: oro nella staffetta 4x100 m misti.
- Mondiali
  - 1975 - Cali: argento nei 200 m dorso.